# Katemfe
Thaumatococcus daniellii
Espèce
Le katemfe, ou «fruit miraculeux» (Thaumatococcus daniellii), est une espèce de plantes à fleurs de la famille des marantacées. Elle est présente des forêts tropicales de la Sierra Leone au Nigeria et jusqu'au bassin du Congo. 

## Description
Seule espèce du genre Thaumatococcus, le katempfe est une plante herbacée formant des touffes. Elle forme des rhizomes portant une feuille par nœud. Le limbe des feuilles de 12-40 cm de long et 12-25 cm de large est vert brillant. 
Les inflorescences sont simples ou composées de cymes.
Son fruit se forme au niveau du sol ou sous le sol. Il est rouge vif et muni d'ailes épaisses. Un arille entoure 3 loges avec 3 graines. 

## Utilisation
De l'arille rouge et charnue est extraite la thaumatine, un ensemble de deux protéines au pouvoir sucrant très élevé et utilisée comme édulcorant. Cultivé au Ghana, les arilles sont  ensuite exportées au Japon et en Grande-Bretagne où la thaumatine est extraite.
En Europe la thaumatine est utilisée sous le nom de code E957 et est autorisée comme édulcorant et exhausteur de goût. Elle est également approuvée aux États-Unis, au Canada, au Japon, en Suisse, en Australie et dans la plupart des pays occidentaux.
Traditionnellement les feuilles sont utilisées pour emballer des aliments, en particulier les noix de cola.

## Liste des variétés
Selon World Checklist of Selected Plant Families (WCSP) (22 févr. 2012) :
- - variété Thaumatococcus daniellii var. daniellii
  - variété Thaumatococcus daniellii var. puberulifolius Dhetchuvi & Diafouka (1993 publ. 1994)

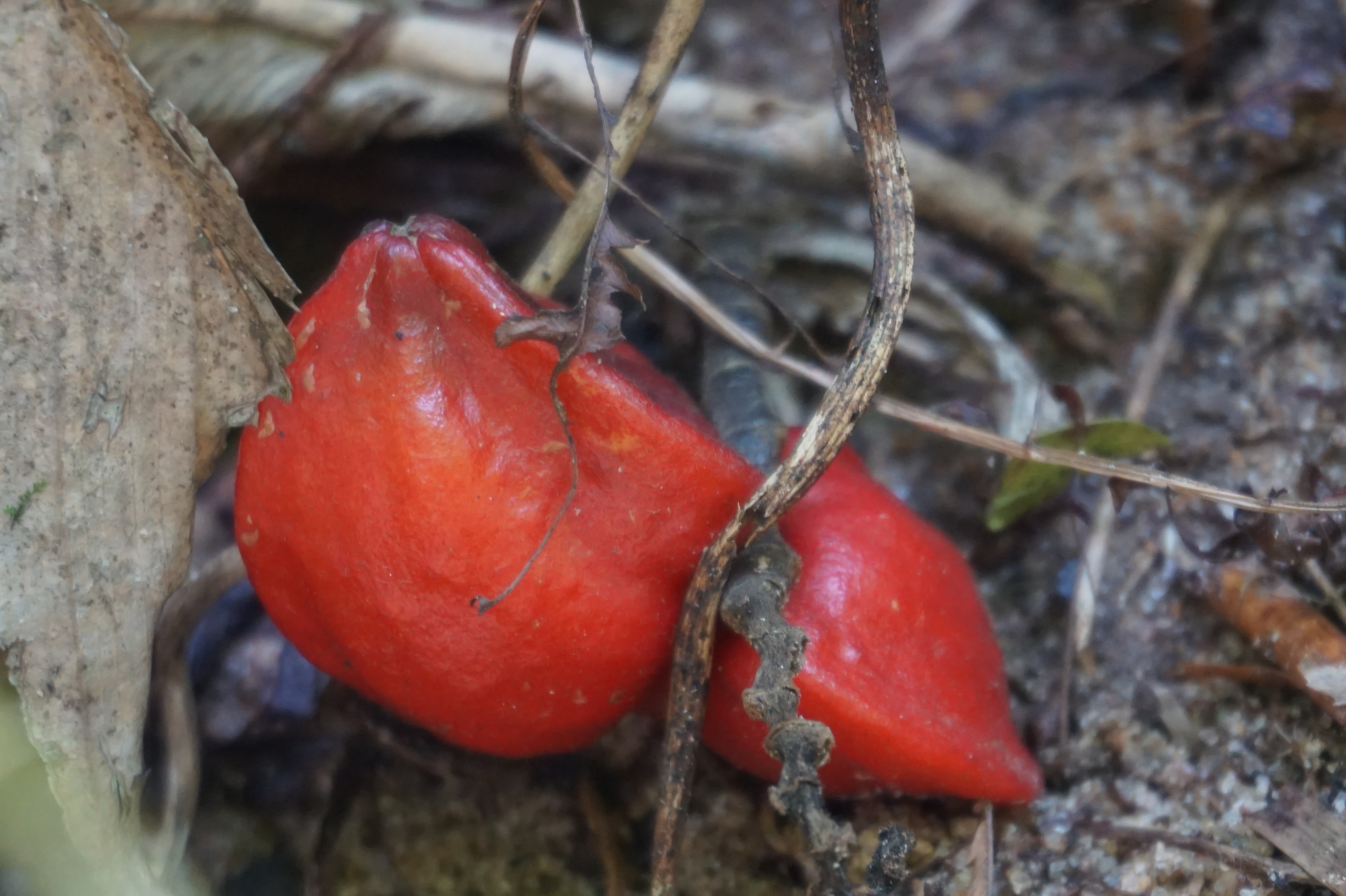
fruit
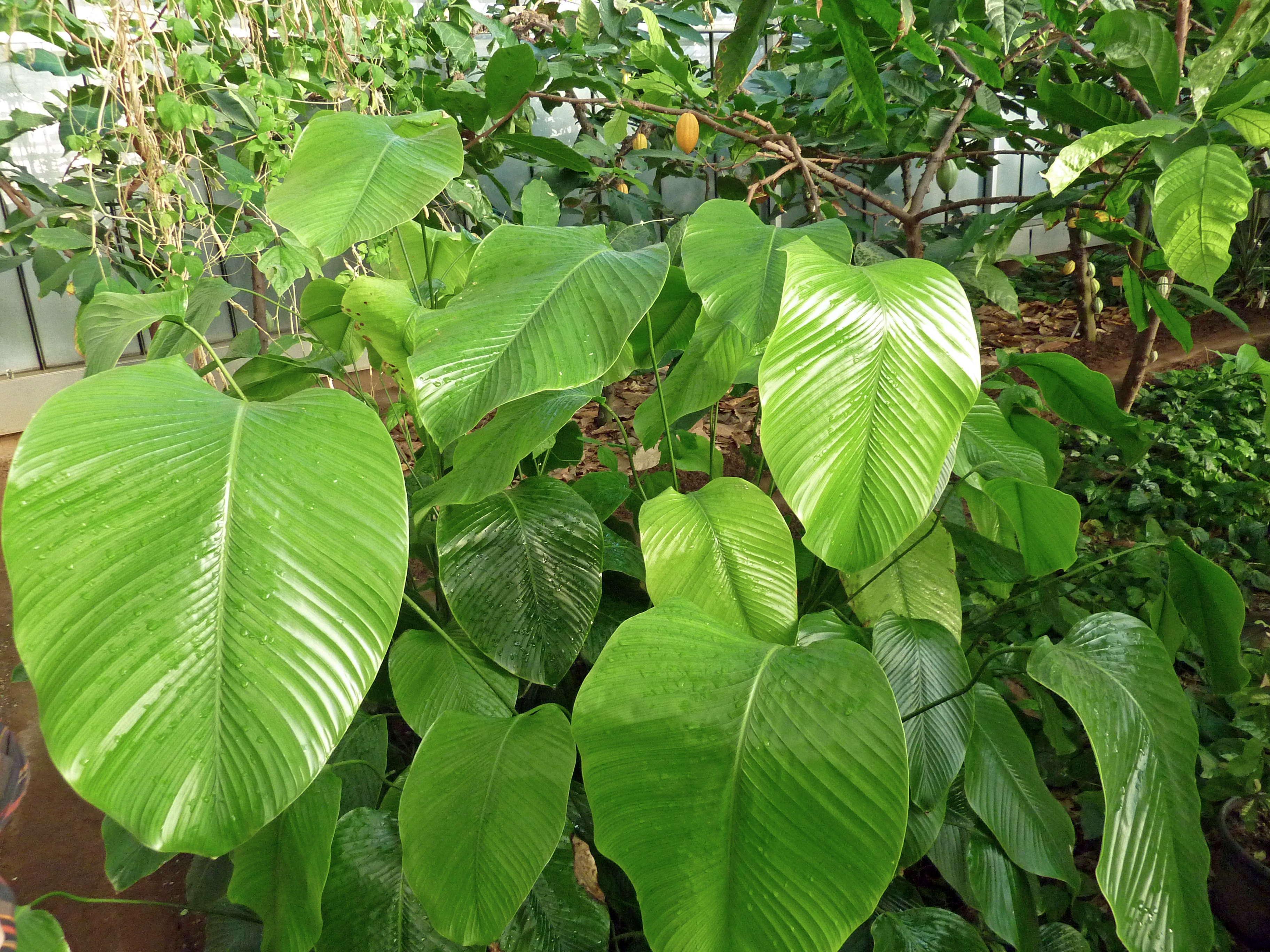